# Strëam
Strëam é uma banda de rock portuguesa, originária da cidade de Angra do Heroísmo, Ilha Terceira, Açores, formada no ano de 2002.

## Biografia
Tudo começou no ano de 2002, quando ainda a banda desconhecida havia participado no festival Angra Rock desse ano, acabando mesmo por saírem vencedores, um festival que tem por objectivo dar a conhecer à população daquela região os novos valores músicais.
De seguida começaram em digressão pelas restantes ilhas do arquipélago dos Açores com diversos espectáculos agendados. de seguida seguiu-se uma actuação na FNAC da cidade do Porto. Já no início de 2006, a banda vai de novo para a cidade do Porto para começarem a gravar nos IM Studios algumas músicas com o produtor Ivo Magalhães. É nessa participação que sai o primeiro single "An Other Story", que dá a conhecer a banda em si, quer na sua terra natal, quer a nível nacional, estavam em finais de 2006. Esse single faz muito sucesso, passando nas rádios portuguesas, nomeadamente Antena 3, Best Rock FM. A nível internacional faz enorme sucesso na Austrália onde vai subindo a cada semana no Top 40 da World Indie Countdown, onde atinge o inesperado 16º lugar.
No ano de 2007, a banda assinou contrato com a editora de Nova Iorque Cutie Pop Records que irá lançar e promover o single no país onde acaba por ter uma boa aceitação. Igualmente nos Estados Unidos "Another Story" é uma das canções escolhidas pela editora Hot Sauce Records para editar uma compilação que junta diversos artistas dos quatro cantos do mundo, com o nome de Groovetonics Vol. 1.
Já em 2008, esse mesmo single irá fazer parte da banda sonora do filme interpretado por Tom Green, chamado de Shred.
Em Janeiro de 2010, a banda edita o seu primeiro álbum de estúdio, Follow the Stream iniciando uma digressão nacional para promoção do mesmo. O disco foi masterizado por Pete Doell dos Universal Music Studios em Hollywood, que já trabalhou com R.E.M., Celine Dion e Marilyn Manson.
O regresso aos Açores ocorreu num concerto na cidade de Ponta Delgada nas Portas do Mar no dia 29 de maio no encerramento dos Jogos das Ilhas para milhares de jovens de toda a Europa.
Seguiu-se mais um espectáculo no palco principal das Festas da Praia 2010, fazendo o espectáculo de abertura dos portugueses Klepht.
No dia 1 de Janeiro de 2011, a RTP Açores emiti um programa dedicado à digressão dos Strëam de 2010, ainda em 2011 a música "An Other Story" é escolhida para publicidade das megastores  Manor da Suíça.

## Membros
- Toni - vocais, guitarra eléctrica
- John - guitarra eléctrica, vocal de apoio
- Eddie - baixo, vocal de apoio
- Nuno - bateria

## Discografia
Demo
- 2002 - Strëam

EP
- 2007 - Another Story EP

Participação em coletâneas
- 2007 - Groovetonics, Vol. 1[13]

Banda sonora
- 2008 - Shred

Estúdio
- 2010 - Follow the Strëam